# Suspended Coaster

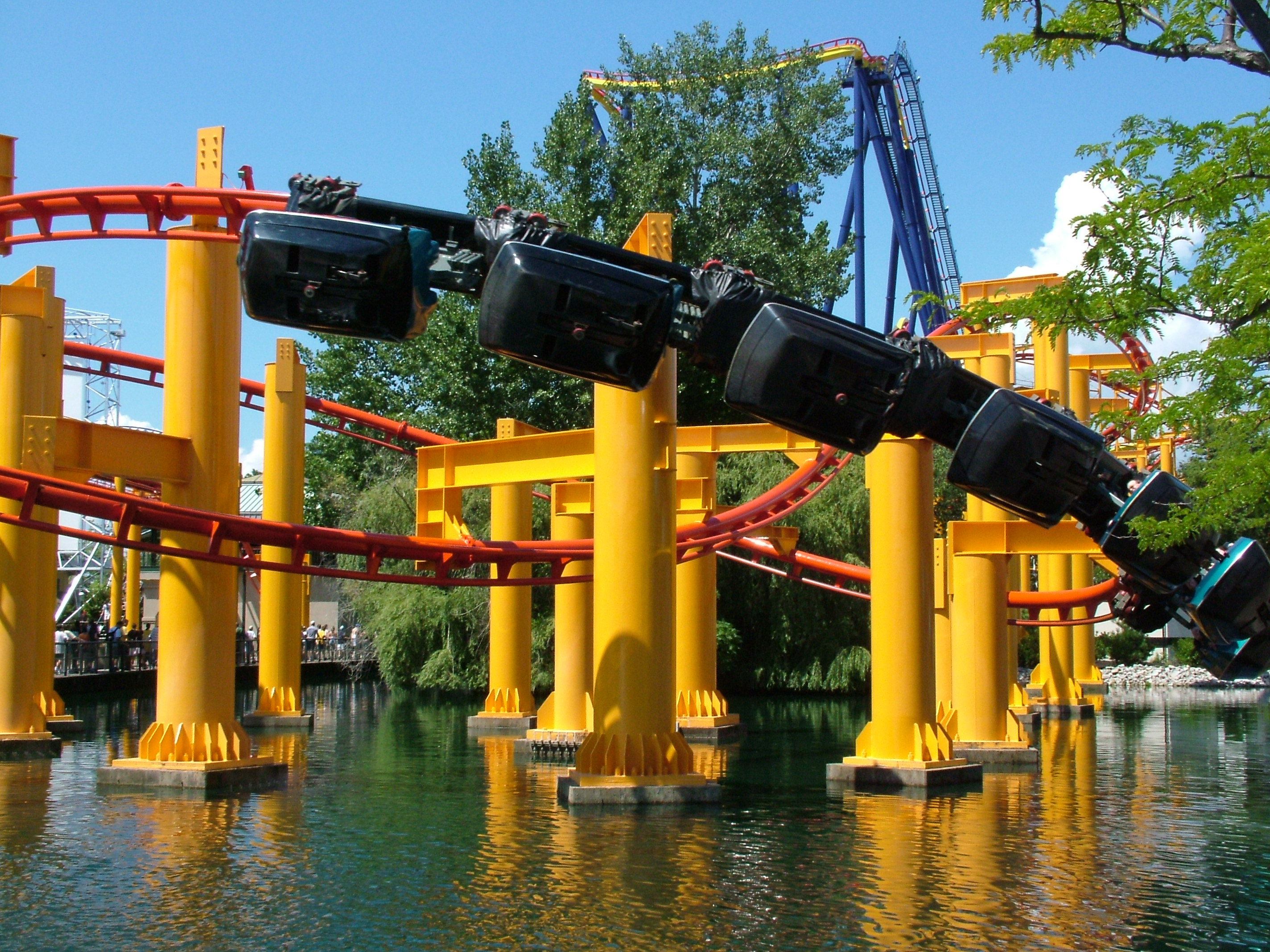
Iron Dragon von Arrow Dynamics in Cedar Point

Ein Suspended Coaster (engl. „Aufgehängte Achterbahn“) ist eine Achterbahn, bei der die Wagen unter der Schiene aufgehängt sind und zu den Seiten frei ausschwingen können. Durch diese zusätzliche Bewegungsmöglichkeit ist es bei diesem Bahntyp, anders als beim ähnlichen Inverted Coaster, bei dem die Wagen starr mit dem Fahrwerk verbunden sind, nicht möglich Inversionen zu durchfahren.

## Geschichte
Bereits 1902 wurde in Long Beach, Kalifornien mit Bisby's Spiral Airship ein ähnliches Fahrgeschäft eröffnet. Der erste echte Suspended Coaster Alpenflug nahm für das Münchener Oktoberfest 1975, mit einem Jahr Verspätung wegen technischer Probleme, seinen Betrieb auf. Die Anlage wurde vom Luftfahrtunternehmen MBB nach Entwürfen von Werner Stengel gebaut und vom Münchener Schausteller Max Zierer, Jr. betrieben. Der Hersteller, der bislang keine Erfahrungen im Achterbahnbau hatte, fertigte aus Kostengründen die Schienen nicht mit Kurvenneigung wie im Ingenieursentwurf vorgegeben. Dadurch traten beim Betrieb der Anlage schon nach kurzer Zeit, durch die hohen Kräfte in den Kurven, strukturelle Defekte auf. Dies führte zur Außerbetriebnahme durch den TÜV nach den 16 Tagen Spielzeit auf dem Festplatz. Die Anlage wurde, wie eine im Bau befindliche zweite dieses Typs, verschrottet. MBB engagierte sich danach nicht weiter im Achterbahnbau.
Ein weiteres wenig erfolgreiches Konzept wurde 1981 von der Firma Arrow Dynamics im Freizeitpark Kings Island, Ohio mit The Bat umgesetzt. Auch Arrow verzichtete darauf die Schienen in den Kurven geneigt auszuführen. Ähnlich wie schon beim Alpen-Flug kam es dadurch zu sehr hohen Belastungen und Abnutzungen an den Schienen und am Fahrwerk der Züge. Trotz vieler Versuche das Schwingverhalten der Wagen, das für zusätzliche Probleme sorgte, unter Kontrolle zu bekommen, gab es oft technische Probleme und damit Ausfälle der Bahn. Somit wurde auch diese Bahn am Ende der Saison 1984 stillgelegt und abgerissen.
Für das Jahr 1984 war ein Swing Coaster der Firma Schwarzkopf GmbH im heutigen Busch Gardens Europe, Virginia geplant. Mehr als Modelle der Züge wurden von Schwarzkopf aber nie umgesetzt. Nach dem Konkurs von Schwarzkopf wurde das von Werner Stengel entworfene Streckenlayout für die Bahn aber von Arrow für die im selben Jahr dort eröffnete Bahn The Big Bad Wolf übernommen. Arrow hatte nach den Erfahrungen mit The Bat die Technik verbessert, diese Bahn wurde am 7. September 2009 wegen der hohen Unterhaltskosten geschlossen und abgerissen.

## Wagen

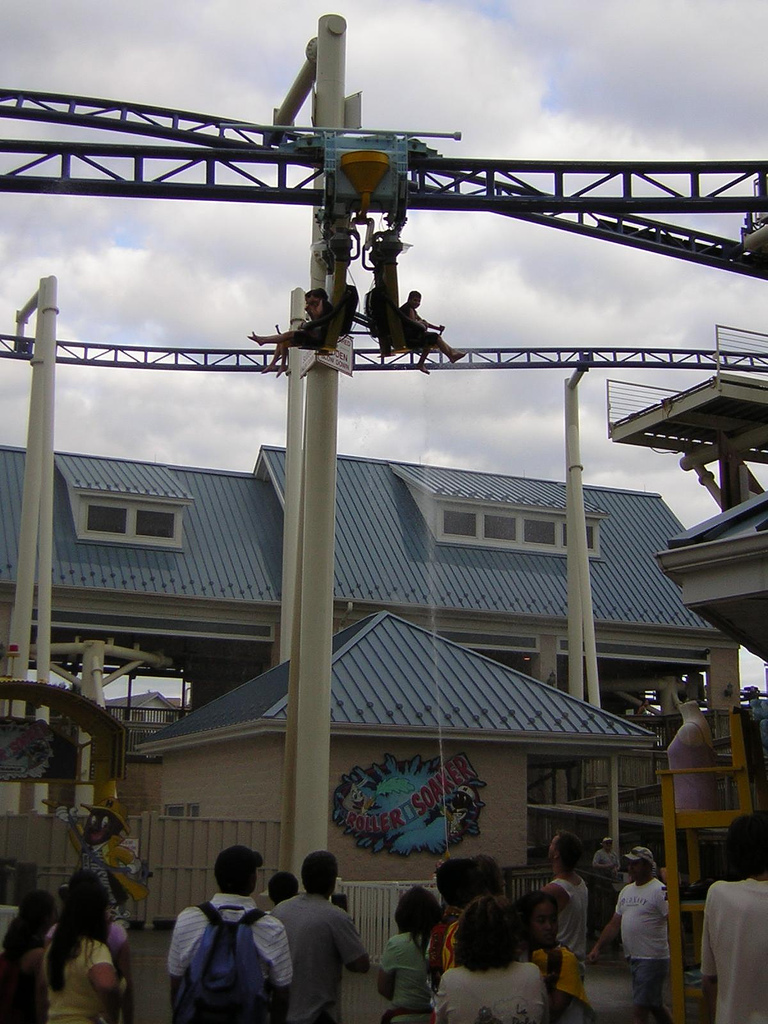
Roller Soaker von Setpoint im Hersheypark, Vereinigte Staaten

Es werden auf Suspended Coastern sowohl Wagen mit Boden als auch solche, bei denen die Beine der Mitfahrer frei herunterhängen, wie bei den Wagen der Inverted Coaster, eingesetzt. Bei Arrow und Vekoma kommen in der Regel Wagen für vier Personen in zwei Reihen zum Einsatz.
Teilweise wurden auch Bahnen umgerüstet und mit neuen Zügen ohne Boden ausgestattet. Zum Beispiel Vampire in Chessington World of Adventures, England oder Dream Catcher (vormals Air Race mit als Flugzeugen gestalteten Wagen) im belgischen Bobbejaanland. Die Bodenlosen Züge bestehen aus Wagen mit jeweils zwei Sitzen in einer Reihe.
Der Hersteller Caripro baut Anlagen mit Einzelwagen für zwei Personen. Es gibt mit Sky Rider im Skyline Park eine Anlage mit drehenden Gondeln, bei denen vier Passagiere nach innen auf eine mittlere Drehachse schauen. Weiterhin gibt es im englischen Milky Way Adventure Park von Caripro auch eine Ausführung als Powered Coaster, also mit selbstangetriebenen Wagen.
Auch der Hersteller Setpoint stattet seine Bahnen mit Einzelwagen aus. Es gibt mit Pteranodon Flyers im amerikanischen Universal Studios Island of Adventures eine Anlage mit zwei hintereinander angeordneten Einzelsitzen, die an die eines Kettenkarussells erinnern. Die anderen Anlagen von Setpoint haben vier Sitze, die paarweise Rücken an Rücken angeordnet sind.
Der bislang einzigartige Mountain Glider Vertigo von Doppelmayr in Walibi Belgium hat bodenlose Einzelwagen mit einer Reihe für vier Personen.

## Hersteller
Der Suspended Coaster gehört zu den eher selten gebauten Achterbahntypen. Es wurden von den Firmen Arrow Dynamics zehn, von Caripro neun, von Doppelmayr eine, von MBB eine, von Setpoint drei und von Vekoma vier Bahnen gebaut. Derzeit sind nur 22 Bahnen weltweit in Betrieb. Für 2008 ist die Eröffnung von zwei neuen Bahnen geplant.

## Liste bekannter Auslieferungen
| Achterbahn       | Betreiber                       | Land                   | Eröffnung      | Schließung        |
| ---------------- | ------------------------------- | ---------------------- | -------------- | ----------------- |
| Alpenflug        | Franz Josef Koch                | Deutschland            | Oktober 1974   | Oktober 1974      |
| Dream Catcher    | Bobbejaanland                   | Belgien                | 1987           |                   |
| Iron Dragon      | Cedar Point                     | Vereinigte Staaten     | 11. Juni 1987  |                   |
| Ninja            | Six Flags Magic Mountain        | Vereinigte Staaten     | 21. Mai 1988   |                   |
| Roller Soaker    | Hersheypark                     | Vereinigte Staaten     | 11. Mai 2002   | 3. September 2012 |
| Sky Rider        | Skyline Park                    | Deutschland            | 2001           |                   |
| The Bat          | Kings Island                    | Vereinigte Staaten     | 1981           | 1983              |
| The Bat          | Kings Island                    | Vereinigte Staaten     | 9. April 1993  |                   |
| The Big Bad Wolf | Busch Gardens Williamsburg      | Vereinigte Staaten     | 15. Juni 1984  | 7. September 2009 |
| Vampire          | Chessington World of Adventures | Vereinigtes Königreich | 11. April 1990 |                   |
| Vertigo          | Walibi Belgium                  | Belgien                | 16. Juni 2007  | 19. Mai 2008      |
| Vortex           | Canada’s Wonderland             | Kanada                 | 1991           |                   |
| XLR-8            | Six Flags AstroWorld            | Vereinigte Staaten     | 1984           | 30. Oktober 2005  |